# Ponca City (Oklahoma)
Ponca City es una ciudad ubicada en los condados de Kay y Osage en el estado estadounidense de Oklahoma. En el año 2010 tenía una población de 	25387 habitantes y una densidad poblacional de 507,74 personas por km².

## Geografía
Ponca City se encuentra ubicada en las coordenadas 36°42′45″N 97°4′21″O / 36.71250, -97.07250.

## Demografía
Según la Oficina del Censo en 2000 los ingresos medios por hogar en la localidad eran de $31,406 y los ingresos medios por familia eran $39,846. Los hombres tenían unos ingresos medios de $32,283 frente a los $20,098 para las mujeres. La renta per cápita para la localidad era de $17,732. Alrededor del 16.0% de la población estaban por debajo del umbral de pobreza.

## Hijos ilustres
- Candy Loving
- Kim Manning